# Orden de convergencia
En análisis numérico la velocidad con la cual una sucesión converge a su límite es llamada orden de convergencia. Este concepto es, desde el punto de vista práctico, muy importante si necesitamos trabajar con secuencias de sucesivas aproximaciones de un método iterativo. Incluso puede hacer la diferencia entre necesitar diez o un millón de iteraciones.

## Definición de orden de convergencia
Supongamos que la secuencia {xk} converge al número ξ.
Decimos que la sucesión converge con orden q a ξ, si 
{\displaystyle \lim _{k\to \infty }{\frac {|x_{k+1}-\xi |}{|x_{k}-\xi |^{q}}}=\mu {\mbox{ con }}\mu >0.\quad \quad };
El número q es llamado orden de convergencia.
En particular, convergencia de orden 1 es llamada convergencia lineal, la de orden 2 convergencia cuadrática y la convergencia de orden 3 convergencia cúbica.
- Datos: Q1783502